# Bareia
Bareia là một chi bướm đêm thuộc họ Erebidae.